# Saison 2014-2015 du SCO d'Angers
Maillots
Chronologie
Saison précédente Saison suivante
La saison 2014-2015 du Angers SCO, club de football français, voit le club évoluer en Ligue 2.

## Résultats

### Ligue 2
| Date         | Journée | Adversaire        | Lieu | Résultat | Buteurs pour le SCO                  | Place | Affluence |
| 1er août     | 1       | Nîmes Olympique   | Ext. | 3 - 2    | Kodjia 40e 80e                       | 16e   | 5 945     |
| 8 août       | 2       | AC Arles-Avignon  | Dom. | 2 - 0    | Kodjia 16e, Camara 52e               | 8e    | 6 210     |
| 15 août      | 3       | Stade brestois    | Ext. | 0 - 0    |                                      | 10e   | 7 503     |
| 22 août      | 4       | LB Châteauroux    | Dom. | 1 - 1    | Camara 77e                           | 11e   | 6 502     |
| 29 août      | 5       | Tours FC          | Ext. | 1 - 2    | Salles 76e (csc), Diers 85e          | 4e    | 6 299     |
| 12 septembre | 6       | Ajaccio GFC       | Dom. | 2 - 0    | Camara 11e, Kodjia 12e               | 3e    | 6 047     |
| 19 septembre | 7       | Stade lavallois   | Ext. | 3 - 2    | Boufal 26e, Kodjia 56e               | 4e    | 7 360     |
| 23 septembre | 8       | AJ Auxerre        | Dom. | 0 - 0    |                                      | 6e    | 6 358     |
| 26 septembre | 9       | Chamois niortais  | Ext. | 2 - 1    | Thomas 7e                            | 8e    | 4 853     |
| 3 octobre    | 10      | US Créteil        | Dom. | 3 - 0    | Boufal 13e, Kodjia 74e 78e           | 5e    | 5 547     |
| 17 octobre   | 11      | Le Havre AC       | Ext. | 1 - 0    |                                      | 8e    | 9 550     |
| 24 octobre   | 12      | Clermont FA       | Dom. | 3 - 0    | Manceau 34e, Thomas 67e, Kodjia 84e  | 6e    | 7 942     |
| 31 octobre   | 13      | Valenciennes FC   | Ext. | 1 - 0    |                                      | 8e    | 6 519     |
| 7 novembre   | 14      | Dijon FCO         | Dom. | 1 - 0    | Boufal 62e                           | 7e    | 7 392     |
| 21 novembre  | 15      | AC Ajaccio        | Ext. | 1 - 1    | Perozo 76e (csc)                     | 9e    | 4 147     |
| 29 novembre  | 16      | ESTAC Troyes      | Dom. | 0 - 3    |                                      | 9e    | 7 461     |
| 12 décembre  | 17      | US Orléans        | Ext. | 2 - 3    | Diers 8e 24e, Boufal 20e             | 7e    | 3 478     |
| 19 décembre  | 18      | FC Sochaux        | Ext. | 1 - 1    | Diers 57e                            | 7e    | 10 873    |
| 9 janvier    | 19      | AS Nancy-Lorraine | Dom. | 3 - 1    | Kodjia 11e 26e 93e                   | 6e    | 5 792     |
| 16 janvier   | 20      | AC Arles-Avignon  | Ext. | 1 - 3    | Thomas 51e, Kodjia 84e, Pessalli 93e | 6e    | 1 323     |
| 23 janvier   | 21      | Stade brestois    | Dom. | 1 - 2    | Kodjia 58e                           | 6e    | 6 902     |
| 30 janvier   | 22      | LB Châteauroux    | Ext. | 0 - 1    | Kodjia 68e                           | 6e    | 5 252     |
| 6 février    | 23      | Tours FC          | Dom. | 2 - 0    | Camara 89e, Clemence 93e             | 4e    | 8 868     |
| 13 février   | 24      | Ajaccio GFC       | Ext. | 1 - 0    |                                      | 5e    | 2 042     |
| 20 février   | 25      | Stade lavallois   | Dom. | 2 - 0    | Pessalli 19e, Ngando 60e             | 4e    | 8 629     |
| 27 février   | 26      | AJ Auxerre        | Ext. | 0 - 1    | Ayari 92e                            | 3e    | 5 412     |
| 6 mars       | 27      | Chamois niortais  | Dom. | 0 - 0    |                                      | 3e    | 8 081     |
| 13 mars      | 28      | US Créteil        | Ext. | 0 - 1    | Clemence 40e                         | 2e    | 2 626     |
| 20 mars      | 29      | Le Havre AC       | Dom. | 1 - 0    | Kodjia 32e                           | 2e    | 7 502     |
| 3 avril      | 30      | Clermont FA       | Ext. | 2 - 0    |                                      | 2e    | 3 446     |
| 10 avril     | 31      | Valenciennes FC   | Dom. | 0 - 0    |                                      | 3e    | 11 559    |
| 17 avril     | 32      | Dijon FCO         | Ext. | 1 - 1    | Mangani 59e                          | 3e    | 9 406     |
| 24 avril     | 33      | AC Ajaccio        | Dom. | 1 - 0    | Clemence 28e                         | 3e    | 10 645    |
| 28 avril     | 34      | ESTAC Troyes      | Ext. | 2 - 1    | Camara 31e                           | 3e    | 10 351    |
| 1er mai      | 35      | US Orléans        | Dom. | 2 - 1    | Camara 2e, Mangani 76e               | 3e    | 10 997    |
| 11 mai       | 36      | FC Sochaux        | Dom. | 0 - 0    |                                      | 3e    | 14 532    |
| 15 mai       | 37      | AS Nancy-Lorraine | Ext. | 0 - 0    |                                      | 3e    | 19 633    |
| 22 mai       | 38      | Nîmes Olympique   | Dom. | 3 - 0    | N'Gosso 40e, Clemence 48e 60e        | 3e    | 16 872    |

### Coupe de France
| Date        | Tour    | Adversaire                | Lieu | Résultat | Buteurs pour le SCO                                                                     | Affluence |
| 15 novembre | 7e tour | Argentré du Plessis (DRH) | Ext. | 0 - 10   | Blayac 5e, Pessalli 12e 71e 83e, Mutombo 27e, Keita 38e, Pépé 48e 60e 62e, Eudeline 74e |           |
| 6 décembre  | 8e tour | Dinan Léhon FC (CFA2)     | Ext. | 2 - 1    | Eudeline 14e                                                                            |           |

### Coupe de la Ligue
| Date    | Tour     | Adversaire            | Lieu | Résultat | Buteurs pour le SCO     | Affluence |
| 12 août | 1er tour | Nîmes Olympique (L2)  | Dom. | 2 - 1    | Blayac 7e, Thomas 90+1e | 4425      |
| 26 août | 2e tour  | AC Arles-Avignon (L2) | Dom. | 1 - 2    | Eudeline 24e            | 3584      |

### Statistiques
- Premier but de la saison : Jonathan Kodjia, 40e minute, lors de la 1re journée de Ligue 2, face à Nîmes Olympique le 2 août 2014
- Premier penalty : Jonathan Kodjia, 80e minute, lors de la 1re journée de Ligue 2, face à Nîmes Olympique le 2 août 2014
- Premier doublé : Jonathan Kodjia, 40e et 80e minute, lors de la 1re journée de Ligue 2, face à Nîmes Olympique le 2 août 2014
- Premier triplé : Nicolas Pépé, 48e, 60e et 62e minute, lors du 7e tour de la Coupe de France, face à Argentré du Plessis le 15 novembre 2014
- But le plus rapide d'une rencontre : Abdoul Camara, 2e minute, lors de la 35e journée de Ligue 2, face à l'US Orléans le 1er mai 2015
- But le plus tardif d'une rencontre : Jonathan Kodjia, 93e minute, lors de la 19e journée de Ligue 2, face à AS Nancy-Lorraine le 9 janvier 2015
- Plus grand nombre de buts marqué contre l’adversaire : 10, lors du 7e tour de la Coupe de France, face à Argentré du Plessis le 15 novembre 2014
- Plus grand nombre de buts marqué par l’adversaire : 3, lors de la 1re journée de Ligue 2 face à Nîmes Olympique le 2 août 2014 et lors de la 7e journée de Ligue 2 face au Stade lavallois le 19 septembre 2014
- Plus grand nombre de buts marqués dans une rencontre : 10, lors du 7e tour de la Coupe de France, face à Argentré du Plessis le 15 novembre 2014
- Meilleur classement de la saison en Ligue 2 : 2e après la 28e journée de Ligue 2
- Moins bon classement de la saison en Ligue 2 : 16e après la 1re journée de Ligue 2
- Plus grande affluence à domicile : 16 872 spectateurs, lors de la 38e journée de Ligue 2 face au Nîmes Olympique le 22 mai 2015
- Plus grande affluence à l'extérieur : 19 633 spectateurs, lors de la 37e journée de Ligue 2 face à AS Nancy-Lorraine le 15 mai 2015
- Plus petite affluence à domicile : 5547 spectateurs, lors de la 10e journée de Ligue 2 face à l'US Créteil le 3 octobre 2014
- Plus petite affluence à l'extérieur : 1323 spectateurs, lors de la 20e journée de Ligue 2 face au AC Arles-Avignon le 16 janvier 2015
- Affluence moyenne à domicile : 8164 spec tateurs, après la 36e journée de Ligue 2

### Buteurs
| Joueur                  | Total | Ligue 2 | Coupe de France | Coupe de la Ligue |
| ----------------------- | ----- | ------- | --------------- | ----------------- |
| Jonathan Kodjia         | 15    | 15      | 0               | 0                 |
| Abdoul Razzagui Camara  | 6     | 6       | 0               | 0                 |
| Sacha Clémence          | 5     | 5       | 0               | 0                 |
| Jonas-Henrique Pessalli | 5     | 2       | 3               | 0                 |
| Romain Thomas           | 4     | 3       | 0               | 1                 |
| Sofiane Boufal          | 4     | 4       | 0               | 0                 |
| Charles Diers           | 4     | 4       | 0               | 0                 |
| Nicolas Pépé            | 3     | 0       | 3               | 0                 |
| Yohan Eudeline          | 3     | 0       | 2               | 1                 |
| Jérémy Blayac           | 2     | 0       | 1               | 1                 |
| Thomas Mangani          | 2     | 2       | 0               | 0                 |
| Axel Ngando             | 1     | 1       | 0               | 0                 |
| Ismaël Keita            | 1     | 0       | 1               | 0                 |
| Gabriel Mutombo         | 1     | 0       | 1               | 0                 |
| Khaled Ayari            | 1     | 1       | 0               | 0                 |
| Vincent Manceau         | 1     | 1       | 0               | 0                 |
| Guy N'Gosso             | 1     | 1       | 0               | 0                 |
| Grenddy Perozo (csc)    | 1     | 1       | 0               | 0                 |
| Esteban Salles (csc)    | 1     | 1       | 0               | 0                 |
| Total                   | 61    | 47      | 11              | 3                 |

### Récompenses individuelles
- Trophées UNFP :
  - Meilleur joueur de l'année en Ligue 2 : Jonathan Kodjia
  - Nommé dans l'équipe type de l'année en Ligue 2 : Jonathan Kodjia
  - Nommé pour meilleur gardien de l'année en Ligue 2 : Ludovic Butelle
  - Nommé pour meilleur entraineur de l'année en Ligue 2 : Stéphane Moulin
- Joueurs du mois :
  - Meilleur joueur du mois de janvier en Ligue 2 : Jonathan Kodjia